# Brug 231 (Houtgracht)

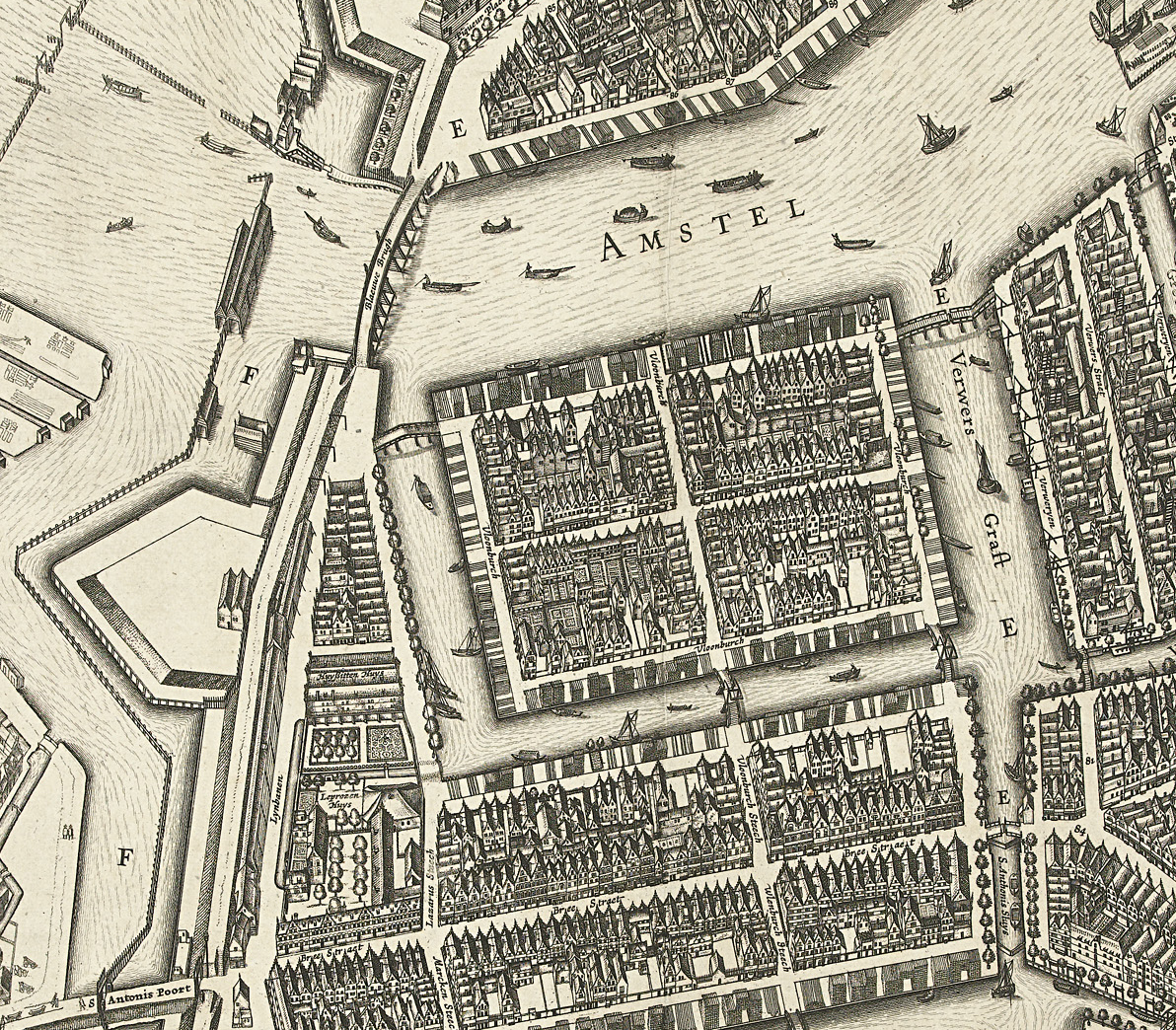
Vlooienburg in 1625 met rechtsonder brug 231

Brug 231 met bijnaam Rotterdammerbrug was een ophaalbrug in Amsterdam-Centrum.

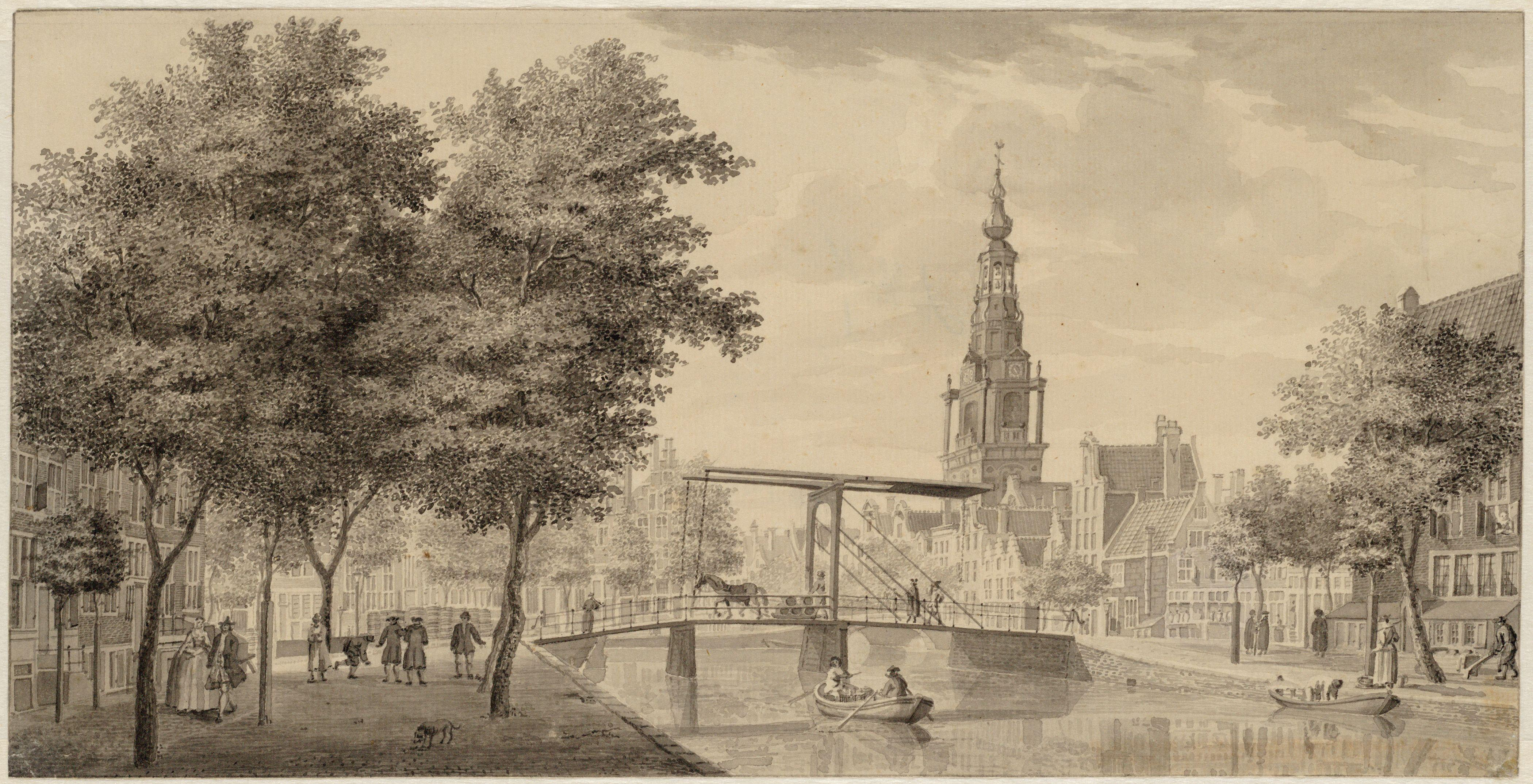
Brug 231 over de Houtgracht, op de achtergrond de Zuiderkerk (18e eeuw, Paulus van Liender)

De brug was gelegen in de oostelijke kade van de Zwanenburgwal en vormde zo de verbinding tussen de Jodenbreestraat en het eiland Vlooienburg. Ze lag schuin tegenover brug 230, de Theo Boschbrug in de westelijke kade van de Zwanenburgwal over de Raamgracht.
De brug werd aangelegd om verbinding te leggen tussen nieuw land dat was aangelegd buiten de Zwanenburgwal, toen nog Verwersgraft, de kade heette toen nog simpelweg Vloonburch. De brug, dan al ophaalbrug,  is dan ook te zien op de stadsplattegrond uit 1625 opgesteld door Balthasar Florisz. van Berckenrode. Op de stadsplattegronden van Joan Blaeu (1649) en Daniël Stalpaert (1662) is dat niet anders. Op de kaart van Gerrit de Broen van rond 1782 wordt de naam van de onderliggende gracht vermeld: Houtgracht.
Rond 1882 werd de Houtgracht (en Leprozengracht) gedempt en de brug verdween. Het brugnummer werd in 1919/1920 gebruikt voor een veel grotere brug: Brug 231 over de Postjeswetering. De naam Rotterdammerbrug werd vrijwel direct hergebruikt voor een brug over de Singelgracht, de verklaring was direct duidelijk. De brug was overgevaren uit Rotterdam.  